# 마울리드

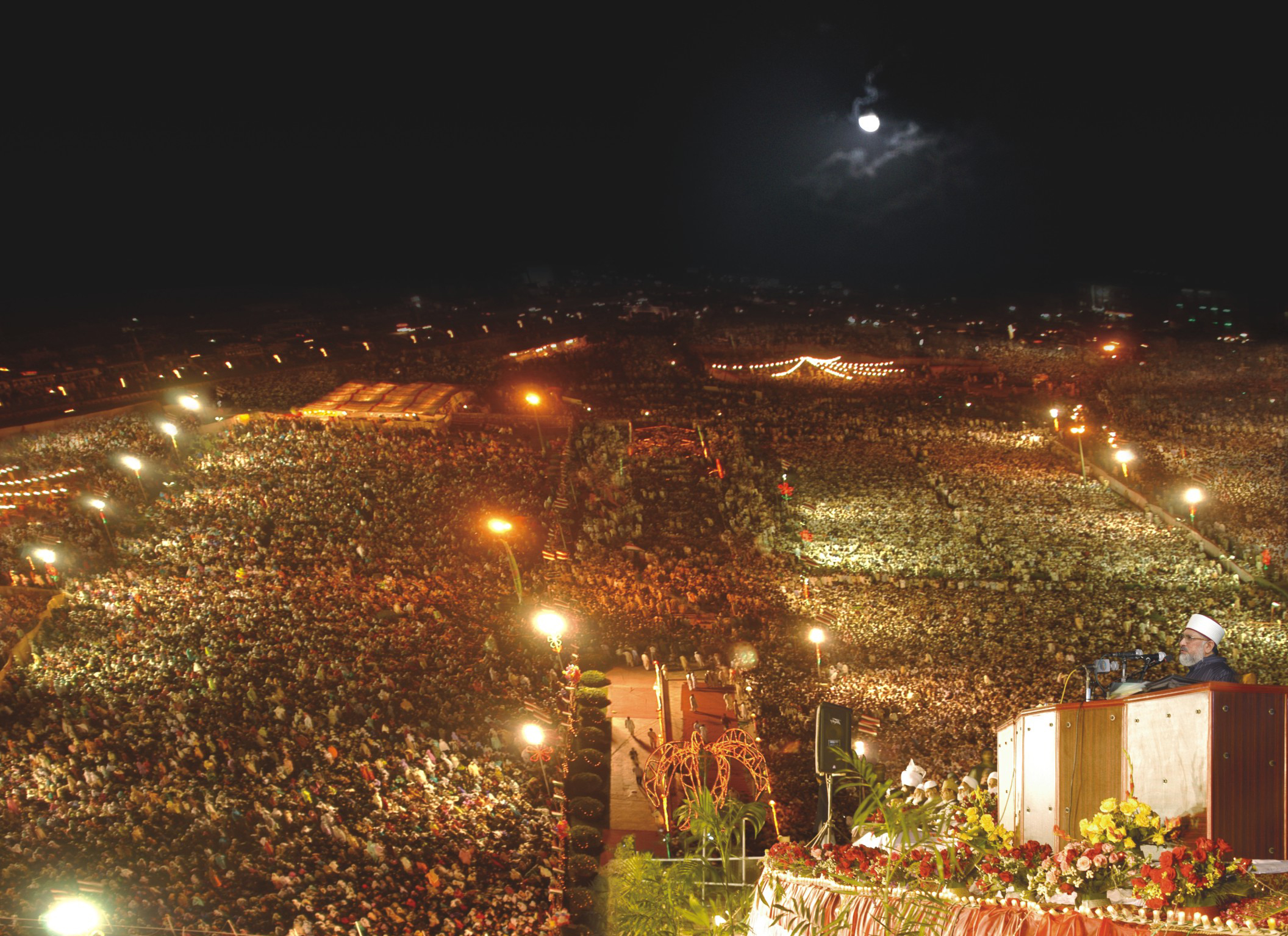
마울리드, 라호르 파키스탄

마울리드(مَولِد النَّبِي)는 예언자 무함마드의 히즈라력 생일이다.